# うるま市立与那城小学校
うるま市立与那城小学校（うるましりつ よなしろしょうがっこう）は、沖縄県うるま市にある公立小学校。うるま市立与那城幼稚園を併設する。

## 沿革
- 1940年（昭和15年）3月31日 - 中頭郡勝連村字内間の与勝両村組合立与勝尋常高等小学校（現在のうるま市立勝連小学校）から分離。
- 1940年（昭和15年）4月1日 - 与那城尋常高等小学校と命名し、開校。
- 1951年（昭和26年）4月1日 - 与那城村教育区立与那城小学校と改称。
- 1972年（昭和47年） - 沖縄復帰により、与那城村立与那城小学校と改称。
- 1994年（平成6年）1月1日 - 町制施行により、与那城町立与那城小学校に改称。
- 2005年（平成17年）4月1日 - 市町合併により、うるま市立与那城小学校に改称。

## 通学区域
ほぼ勝連半島北岸に当たる。
- うるま市与那城安勢理
- うるま市与那城照間
- うるま市与那城
- うるま市与那城西原
- うるま市与那城饒辺
- うるま市与那城屋慶名

卒業生は基本的に、与那城饒辺と与那城安勢理はうるま市立与勝第二中学校へ、その他はうるま市立与勝中学校へ進学する。

## 周辺
- うるま市役所与那城庁舎（旧・与那城町役場）
- 沖縄県道10号伊計平良川線（海中道路）
- 与那城郵便局
- うるま市与那城総合公園
- 屋慶名闘牛場
- 屋慶名バスターミナル
- 藪地島

## アクセス

### バス
- 与那城小学校前下車すぐ
  - 系統番号27番（那覇バスターミナルから；琉球バス交通・沖縄バス）
  - 系統番号127番（那覇バスターミナルから・沖縄自動車道経由；沖縄バス）
  - 系統番号227番（おもろまち駅前広場から；琉球バス交通・沖縄バス）
- 屋慶名バスターミナル下車
  - 系統番号52番（那覇バスターミナルから；沖縄バス）
  - 系統番号61番（真志喜から；沖縄バス）
  - 系統番号80番（那覇バスターミナルから；沖縄バス）

系統の詳細は18番、27番・227番・80番、52番・61番、127番を参照。

### 道路
- 沖縄県道37号線沿い